# Christopher Duffy
Christopher Duffy (1936 – 16 tháng 11 năm 2022) là một nhà sử học quân sự người Anh. Ông học về lịch sử ở Trường Cao đẳng Balliol, Oxford, tại đây ông được cấp phát văn bằng "Tiến sĩ Triết học" (PhD) vào năm 1961. Sau đó, ông giảng dạy cho các Học viên Sĩ quan và Sĩ quan học tập tại Học viện Quân sự Hoàng gia Anh Quốc và tại Trường chuyên nghiệp của Bộ Tổng Tham mưu Anh Quốc. Khi đó, tuy bận bịu với việc giảng dạy nhưng ông cũng giành phần thời gian còn laị của mình cho công việc nghiên cứu lịch sử. Ông là Tổng thư ký của Hội đồng Lịch sử Quân sự Anh Quốc và Phó Chủ tịch của Hiệp hội Lịch sử Ireland. Từ năm 1996 cho đến năm 2001, ông là Giáo sư khảo cứu tại Trường Đại học De Montfort, Leicester. Hiện nay, ông hoàn toàn làm việc như một tác giả tự do hành nghề. Ông khảo cứu hết sức chuyên sâu về nền quân sử Trung Âu, và sự nghiệp lâu dài, xuất sắc của ông đã mang lại cho ông nhiều người hâm mộ. Ông được coi là nhà sử học quân sự hàng đầu trong các công trình nghiên cứu tiếng Anh liên quan đến các chiến dịch, các trận đánh và các nhân vật trong cuộc Chiến tranh Bảy Năm. Nhiều công trình khảo cứu của ông, như "The Fortress in the Age of Vauban and Frederick the Great" (1985) và "Frederick the Great: A Military Life" (1985) được xem là những tác phẩm quân sự tiêu chuẩn.

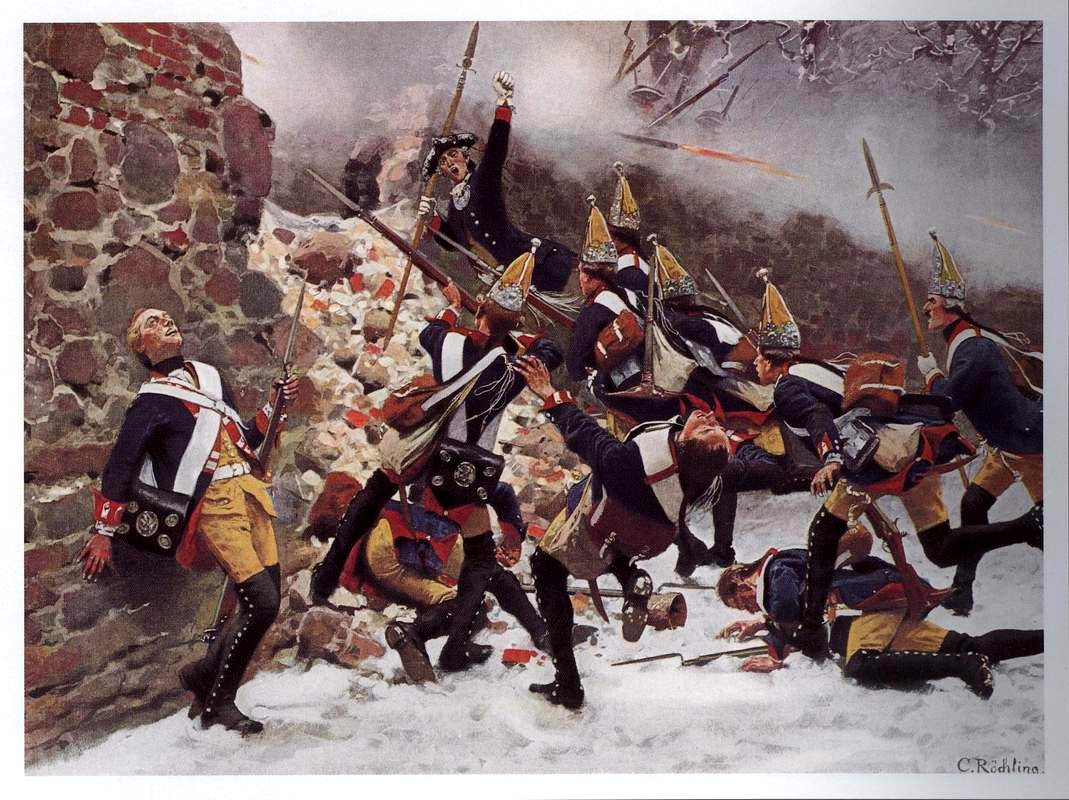
Christopher Duffy đã làm nên những công trình nghiên cứu học thuật quan trọng về vua Friedrich II Đại Đế và những trận đánh của vị đại danh tướng naỳ (vd: chiến thắng Leuthen 1757).

Niềm hứng thú của Christopher Duffy về các pháo đài kiên cố trong chiến sử đã khiến ông viết nên vài công trình nghiên cứu đầy chi tiết, trong đó có " The Fortress in the Age of Vauban and Frederick the Great, 1660-1789". Cuốn "Siege Warfare: The Fortress in Early Modern Europe 1494-1660" được tác giả Davis Eltis xem là ghi nhận tốt nhất về nền chiến sự vây hãm. Là một chuyên gia có tiếng tăm, ông đặc biệt yêu thích nền lịch sử quân sự của châu Âu trong thời kỳ cận đại, nhất là lịch sử quân sự của các lực lượng Quân đội Đức, Phổ, và Áo. Mảng đề tài chính của ông là chiến sử thế kỷ thứ XVIII, và ông mở đầu với cuốn tiểu sử viên Thống chế Áo Maximilian Ulysses, Reichsgraf von Browne. Ông trở nên nổi tiếng hơn cả vì những tác phẩm viết về Quốc vương Friedrich II Đại Đế, tức "Ông già Fritz" (1712 - 1786) - vị vua vĩ đại nhất của Vương quốc Phổ - và cuộc Chiến tranh Bảy năm (1756 - 1763) - một thắng lợi của vị Quốc vương tài ba này. Ông đã tham gia viết cuốn sách "Great Military Battles" của Cyril Falls (1964), trong đó ông viết bài viết về chiến công hào hùng của Friedrich II Đại Đế đại phá quân Pháp - Quân đội Đế quốc La Mã Thần thánh trong trận Roßbach (1757), ông kể rằng chiến thắng huy hoàng này đã thể hiện tài nghệ thống soái khó ai sánh bằng của nhà vua ("1757: Rossbach"). Christopher Duffy nói được sáu ngoại ngữ và có khoảng 20 cuốn sách về chủ đề lịch sử quân sự của ông đã được xuất bản, trong số đó có những cuốn sách được dịch sang tiếng Đức.
Công trình nghiên cứu đầy uy tín "The Army of Frederick the Great" - viết về Quân đội Phổ tinh nhuệ nhất của vua Friedrich II Đại Đế, được xem là một tác phẩm kinh điển về một trong những lực lượng Quân đội xuất sắc nhất trong lịch sử. Đây được coi là một tác phẩm "không thể thiếu được" về nền quân sự Trung Âu và Đông Âu. Ông kể chi tiết về những chiến công hào hùng của lực lượng Quân đội Phổ dũng mãnh dưới sự thống lĩnh vang danh của vị vua kiệt xuất (như trong cuộc Chiến tranh Bảy Năm chẳng hạn), với lực lượng Bộ binh đánh đâu thắng đó, lực lượng Kỵ binh ngày một lớn mạnh và những lực lượng nhẹ làm cho địch quân sợ hãi, giúp người đọc được am hiểu rõ rệt về đội quân hùng mạnh này. Tác phẩm kinh điển này được tái bản nhiều lần, qua đó, người đọc biết được về việc thay đổi bản chất chiến tranh của Quốc vương Friedrich II Đại Đế và những ảnh hưởng lớn lao của ông. Trong tác phẩm "The wars of Frederick the Great", nhà sử học quân sự người Mỹ là Dennis E. Showalter coi cuốn "The Army of Frederick the Great" là tác phẩm tốt nhất kể về tổ chức và võ trang của toàn thể lực lượng Quân đội Phổ tinh nhuệ lúc vị Quốc vương vừa mới lên ngôi. Đây là một tác phẩm đáng nhớ viết chính xác, giúp người ta hiểu được về mảng quân sự của triều đại vua Friedrich II Đại Đế lừng danh, và tạo nên tiếng tăm cho nhà sử học Duffy. Đây là cuốn sách đầu tiên trong một "Series" tác phẩm về các lực lượng Quân đội và Hải quân hùng mạnh trong suốt lịch sử thế giới. Và ngày nay, các tác giả thường luôn luôn tham khảo tác phẩm này, giống như một tác phẩm cũng đầy giá trị khác là cuốn "Frederick the Great: A Military Luife" vậy.
Công trình nghiên cứu "Frederick the Great: A Military Life" của ông, viết về cuộc đời chinh chiến của Quốc vương Friedrich II Đại Đế, được đánh giá rất cao, trở thành một trong những cuốn tiểu sử xuất sắc, tiêu chuẩn về vị vua Phổ nổi tiếng. Cuốn tiểu sử phân tích xuất sắc về các trận đánh, những thành tựu quân sự của vị Quốc vương, kể đúng đắn về các khái niệm chiến thuật và chiến lược của nhà vua. Theo các bình luận, cuốn sách này vừa học thuật nhưng lại vừa dễ đọc - một điều rất khó có được. Và, không những là một cuốn tiểu sử quân sự mới mẻ, tuyệt vời dễ lôi cuốn các nhà chuyên môn quân sự, mà lại còn có hàng chục tấm bản đồ "tuyệt tác". Cuốn tiểu sử còn gây sống động nhờ tác giả trích nhiều đoạn bình luận của người đương thời. Đây là cuốn tiểu sử đầu tiên kể chi tiết về sự nghiệp quân sự của vua Friedrich II Đại Đế, kể từ sau cuốn tiểu sử Friedrich II Đại Đế của nhà sử học người Đức Theodor von Bernhardi (1881). Vào thế kỷ thứ XIX, nhà sử học Thomas Carlyle cũng đã viết một cuốn tiểu sử lừng danh "History of Friedrich II of Prussia, Called Frederick the Great", và theo lời bàn của nhà sử học quân sự người Mỹ - Scotland là Gordon Alexander Craig, Duffy đã kể thừa xuất sắc truyền thống của Carlyle: ông đã đọc và viết rất nhiều về chiến tranh thế kỷ thứ XVIII, và đi thăm tất cả mọi bãi chiến trường xưa của vị vua lỗi lạc nước Phổ (ngoại trừ hai trận đánh tại Mollwitz và Chotusitz)... Ông cũng không đồng ý lắm với quan điểm của Theodor von Bernhardi rằng cuộc tấn công xứ Bohemia vào năm 1757 của Quốc vương Friedrich II Đại Đế là tiền thân của chiến tranh Napoléon và cuộc tấn công xứ Bohemia của Quân đội Phổ vào năm 1866, do Friedrich II Đại Đế là người con của thời đại ông. Tác phẩm cũng giúp biết thêm về những thay đổi trong đường lối chiến tranh của vị vua này, giúp ông luôn luôn đánh bại cường địch. Hai tác phẩm "The Army of Frederick the Great" và "Frederick the Great: A Military Life" của nhà sử học tài năng được xem là những điểm khởi đầu xuất sắc cho việc khảo cứu về cuộc Chiến tranh Bảy Năm tàn khốc.

Duffy có viết nên công trình "Prussia's Glory: Rossbach and Leuthen" được đánh giá rất cao, kể về một trong những chiến dịch hiển hách nhất trong lịch sử, giúp vua Friedrich II Đại Đế trở thành bậc đại kiệt tướng thế giới.

Ông cũng viết bài viết "Borodino" kể về cuộc kháng chiến dũng mãnh của Quân đội Nga trong trận Borodino (1812) trên tuần báo The Listeners (1972), để giúp BBC tái hiện về trận đánh ác liệt này qua phim tư liệu về "Chiến tranh và Hòa bình". Công trình nghiên cứu "The Military Experience in the Age of Reason", viết rất tuyệt về các đội quân và chiến tranh châu Âu dưới thời vua Friedrich II Đại Đế, cũng được nhà sử học quân sự Russell Frank Weigley coi là một tác phẩm súc tích và đáng phục. Để viết nên cuốn sách này, Duffy đã khảo cứu các kho lưu trữ, sổ tay, hồi ký, nhật ký và thư từ liên quan đến chiến sử Thời kỳ Lý tính. Công trình nghiên cứu này được xem là tác phẩm tốt nhất về sự phát triển của nền quân sự các nước châu Âu vào thế kỷ thứ XVIII.
Trong một công trình nghiên cứu tuyệt vời khác của ông, "Prussia's Glory: Rossbach and Leuthen" (2003), ông lại viết về vị vua xuất sắc Friedrich II Đại Đế và chiến dịch hiển hách năm 1757 của nhà vua. Tác phẩm đầy uy tín này được đánh giá rất cao, và với cuốn sách này thì những chiến công vang dội của Quốc vương Friedrich II Đại Đế đại phá liên quân Pháp - Đế quốc La Mã Thần thánh tại Roßbach (Sachsen) và đập tan tành quân Áo tại Leuthen (Silesia) được tái hiện qua những quyết định đúng đắn của vị vua tài năng, thân phận của các chiến binh và dân chúng vùng chiến sự và những cuộc tranh đấu ác liệt, về những gì đã làm nên một vị đại danh tướng Friedrich II Đại Đế, chứ không còn là cái huyền thoại mơ hồ như nhân dân Đức trước năm 1945 thường nghĩ về hai chiến thắng lừng lẫy này, như cái huyền thoại rằng Quân đội Phổ thắng trận này chỉ vì người Đức là một dân tộc thiện chiến. Để viết nên công trình nghiên cứu này, không những nước Phổ hào hùng mà Duffy cũng dùng đến các tư liệu của hai nước bại trận là Đế quốc La Mã Thần thánh và Pháp, kể về Quân đội Đế quốc La Mã Thần thánh và Pháp khi đó. Cuốn sách tuyệt hay này không những rất được ca ngợi, mà còn có nhiều hình ảnh trắng - đen đẹp mắt, trong đó có những hình ảnh do tác giả chụp từ các bãi chiến trường xưa. Công trình nghiên cứu này cũng được coi là một trong những tác phẩm hàng đầu trong tiếng Anh về những chiến dịch và trận đánh đáng nhớ của cuộc Chiến tranh Bảy Năm ở Âu Châu. Nhà xuất bản của cuốn sách - Emperor's Press đề cao cuốn sách này là "thật đáng tự hào". Còn Tạp chí Quân sự "The Journal of military history" thì hoan nghênh công trình khảo cứu thành công này là không hề làm các "fan" của Duffy phải thất vọng. Nhà sử học quân sự Robert Michael Citino (người Mỹ) gọi ông là "bậc lão luyện" trong các học giả viết về Quốc vương Friedrich II Đại Đế. Không những thế, Robert Michael Citino có viết:
| “                       | Với bất kỳ một chủ đề nào liên quan đến sự nghiệp của Friedrich Đại Đế, ai cũng phải tìm hiểu các công trình của Christopher Duffy, người đã có một sự nghiệp khảo cứu lâu dài và đầy thành quả cho việc phân tích cuộc đời và sự nghiệp của vị Quốc vương. | ” |
| — Robert Michael Citino | |   |

| “                       | Xét về các chiến dịch của Friedrich, điểm khởi đầu tốt nhất là một số lượng lớn những tác phẩm có ảnh hưởng vang xa của Christopher Duffy - người đã có một sự nghiệp nghiên cứu chuyên môn về Friedrich. | ” |
| — Robert Michael Citino | |   |

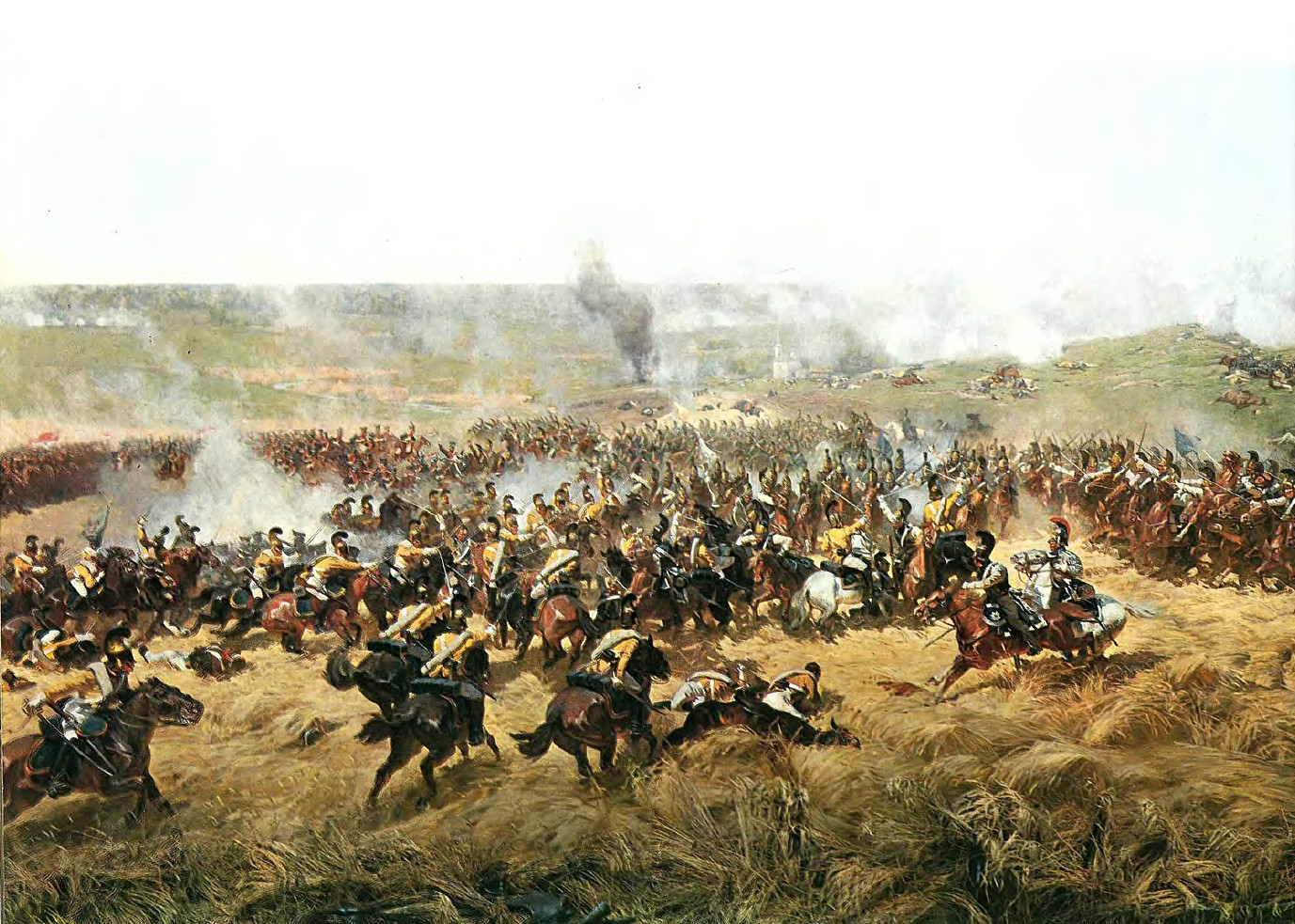
Duffy cũng viết về cuộc kháng chiến của Quân đội Nga chống quân Pháp xâm lược tại Borodino.

Không những thế, ông còn viết về sự phát triển quân sự của nước Nga: qua việc tham khảo nhiều tư liệu Đức và Nga, ông đã viết nên cuốn sách "Russia's Military Way to the West: Origins and Nature of Russian Military Power, 1700-1800" hay, ngắn và đầy đủ thông tin nói về sự vươn lên của nước Nga thành một liệt cường châu Âu. Công trình nghiên cứu này đáng chú ý nhất qua miêu tả cua ông về việc Nga hoàng Pyotr Đại Đế tiến hành gầy dựng Quân đội Nga hùng hậu.  Ông còn có được danh tiếng vì viết về trận đánh lớn tai Borodino (1812), trong một cuốn sách đầy chi tiết về trận chiến ác liệt này. Có nhận định cho thấy đây là một tác phẩm rất đáng khen kể về cuộc kháng chiến của Quân đội Nga chống quân Pháp xâm lược. Công trình nghiên cứu của ông về một trận đánh lớn khác của Quân đội Nga tại Austerlitz cũng trở nên vô cùng nổi tiếng, được xem là một công trình nghiên cứu súc tích và đầy chi tiết. Cả hai cuốn Austerlitz và Borodino đều được coi là hữu hiệu. Theo trang Web của nhà in Emperor's Press, với cuốn sách "Eagles over the Alps: Suvorov in Italy and Switzerland" (1999), chiến dịch vẻ vang năm 1799 của liên quân Nga - Áo do vị Đại Nguyên soái Nga xuất chúng Aleksandr Vasilyevich Suvorov thống lĩnh đã có được một người tường thuật đúng đắn là Christopher Duffy. Đây được coi là một công trình khảo cứu có căn cứ chính xác về vị Đại Nguyên soái Nga đại phá tan tác quân Pháp vào cuối thế kỷ thứ XVIII. Qua tác phẩm này, Duffy cũng thể hiện rằng tuy là danh tướng của Quân đội Nga hoàng nhưng Suvorov còn được cả Liên bang Xô Viết nhiệt liệt vinh danh. Ông được xem là nhà sử học xuất sắc nhất trên thế giới về chiến sự thế kỷ thứ XVIII, là nhà chuyên môn dẫn dắt của nước Anh về các cuộc vây hãm và việc xây dựng pháo đài trong chiến tranh. Ngoài những tác phẩm về chiến sự thế kỷ thứ XVIII, một tác phẩm được đánh giá rất cao khác của ông là "Red Storm over the Reich" về thời kỳ Chiến tranh thế giới lần thứ hai, là thành quả của những gì ông nghiên cứu được tại Sandhurst. Công trình nghiên cứu vững chắc này miêu tả về cuộc tiến công nước Đức Quốc xã của Hồng quân Liên Xô vào năm 1945, cho thấy Quốc trưởng Adolf Hitler đã thất bại hoàn toàn ở Mặt trận phía Đông của cuộc Chiến tranh thế giới lần thứ hai. Một đánh giá cho rằng, cuốn sách này được viết kỹ và khảo cứu sâu sắc, sẽ thu hút chủ yếu là các nhà chuyên môn quân sự. Theo một tác giả viết năm 1989, Duffy là nhà sử học viết nhiều nhất về chiến sự vây hãm.
Sau đó, ông còn viết cuốn "Through German Eyes: The British & The Somme 1916", giúp đem lại cho đọc giả góc nhìn mới mẻ về một trong những trận đánh ác liệt nhất của cuộc Chiến tranh thế giới lần thứ nhất (1914 - 1918). Qua việc phân tích tư liệu trong kho dự trữ, Duffy đã thể hiện cách nhìn đối với địch quân và tổn thất của Quân đội Đức trong trận đánh ác liệt, khác với quan điểm trước cho đây là thất bại của Quân đội Anh. Trước khi ông tiến hành khảo cứu những kho trữ không mấy ai biết đến, người ta chẳng ai kể về quan điểm của các chiến sĩ Đức về trận đánh này. Các nhận định khen cuốn này là "ý tưởng xuất sắc", với "những ghi nhận trực tiếp lôi cuốn" hay "một cuốn sách thông suốt và tinh tế", không những viết hay mà còn dễ đọc, là một đóng góp mới lạ trong chính sử về Mặt trận phía Tây của cuộc Chiến tranh thế giới lần thứ nhất. Một cuốn sách khác của ông có cách nhìn mới mẻ về cuộc bạo loạn của con cháu cựu triều nhà Stuart vào năm 1745 ở Anh Quốc. Nhờ sự khảo cứu sâu sắc của Duffy, cuốn sách tuyệt vời, đầy chi tiết này (kèm theo những bản đồ và hướng dẫn đến địa điểm chủ chốt) sẽ giúp người đọc xét lại hoàn toàn mọi quan điểm thường có của mình về "Hoàng tử Bonnie" Charles, Quận công xứ Cumberland ("The Butcher") và những nhân vật chính liên quan đến cuộc nổi dậy năm 1745. Âm mưu nổi dậy chống triều đại nhà Hanover và ủng hộ quân phản loạn Scotland được Duffy khám phá thông qua tư liệu gốc. Cuốn sách có được những đánh giá cao, và được ví von với trường thi "Illiad" của Homer và những câu chuyện về vua Arthur năm xưa. Nhờ đó, nhà sử học Duffy được ca ngợi về việc dùng nguồn, tạo ra cách nhìn mới khác với quan điểm từ xưa. Theo tiểu sử Christopher Duffy trong trang Web của nhà in Emperor's Press, nhà sử học người Anh này "đã dạy cho chúng ta không ít kinh nghiệm để nghiên cứu lịch sử, đặc biệt là mảng thế kỷ thứ XVIII".
Ông qua đời ngày 16 tháng 11 năm 2022, hưởng thọ 86 tuổi.

## Tác phẩm
Trong suốt ba thập kỷ cuối thế kỷ thứ XX, nhà sử học quân sự nổi tiếng này đã viết về nhiều chủ đề quân sự:
- The Wild Goose and the Eagle: A Life of Marshal von Browne, 1705-1757, Chatto & Windus, 1964.
- Borodino and the War of 1812, Sphere, 1972.
- Army of Frederick the Great, David & Charles, 1974.
- The Army of Maria Theresa: The Armed Forces of Imperial Austria, 1740 - 1780, Vancouver 1977.
- Austerlitz 1805, Shoe String Press, 1977.
- Siege Warfare, 2 volumes, Routledge, 1979 and 1985.
- Frederick the Great: A Military Life, London 1985.
- Russia's Military Way to the West: Origins and Nature of Russian Military Power, 1700-1800, Routledge, 1985.
- The Military Experience in the Age of Reason, London 1987.
- Red Storm on the Reich: The Soviet March on Germany, 1945, London 1991.
- Eagles over the Alps: Suvorov in Italy and Switzerland, 1799, Emperor's Press, 1999.
- Instrument of War: The Austrian Army in the Seven Years War, Emperor's Press, 2000.
- Prussia's Glory: Rossbach and Leuthen, Emperor's Press, 2003.
- Fire And Stone: The Science of Fortress Warfare 1660-1860, Booksales, 2006.
- Through German Eyes: The British and the Somme, 1916, London 2006.
- The '45: Bonnie Prince Charlie and the Untold Story of the Jacobite Rising, Phoenix Press, 2007.